# Proectocion
Proectocion és un gènere extint de mamífers litopterns de la família dels adiàntids (o, segons altres classificacions, de condilartres de la família dels didolodòntids) que visqueren a Sud-amèrica durant l'Eocè, fa entre 38 i 56 milions d'anys. Se n'han trobat restes fòssils a la província argentina de Chubut. Les espècies d'aquest grup es coneixen a partir de dents molars. Eren força més petites que Ricardolydekkeria, un altre gènere de litopterns de la mateixa època. El nom genèric Proectocion significa ‘abans d'Ectocion’.